# Ernest Montusès
Ernest Montusès, de son vrai nom Ernest Jean Semonsut, né à Montluçon le 4 avril 1880 et mort dans la même ville le 9 novembre 1927, est un homme politique et écrivain français.

## Biographie
Ernest Jean Semonsut est issu d'un milieu modeste ; son père, Amable Semonsut, était tourneur sur métaux et devint chef fontainier de la ville de Montluçon, sa mère était lingère.
Il fait de bonnes études. Très jeune, il commence à écrire des poèmes. Il est reçu deuxième sur douze au concours d'entrée à l'école normale d'instituteurs de Moulins, où il fait partie de la promotion 1896-1899. À la sortie, il est nommé instituteur à Durdat-Larequille, puis à Doyet. Le 1er février 1901, il doit arrêter d'enseigner pour raisons de santé et il est mis en congé sans solde. Il accepte un poste de bibliothécaire créé par la ville de Montluçon. Il commence à écrire dans Le Petit Indépendant de l’Allier, puis dans Le Socialiste de l'Allier. C'est alors qu'il adopte le pseudonyme de Montusès (anagramme de son patronyme) qu'il gardera désormais et sous lequel il est connu.
En 1901, il adhère au Parti ouvrier français. Son activité de militant l'amène souvent à Commentry, où il se rapproche de la famille Thivrier.
Le 31 août 1904, il épouse à Commentry Angéline Thivrier (1879-1973), fille de Christophe Thivrier, le « député en blouse », premier maire socialiste du monde (élu à Commentry le 6 juin 1882), et sœur des hommes politiques Alphonse Thivrier, Léon Thivrier et Isidore Thivrier.
La même année, il est révoqué de son emploi de bibliothécaire par la nouvelle municipalité de droite en raison de ses opinions politiques. Il devient le rédacteur en chef du Combat social, qui résulte de la fusion du Socialiste de l’Allier et du Tocsin populaire, à la suite de la fondation du Parti socialiste de France au congrès de Commentry (1902).
Il est adjoint au maire de Montluçon, chargé de l'instruction publique, de 1908 à 1912 (municipalité Paul Constans). De 1919 à 1925, il est conseiller général du canton de Montluçon-Est.
En 1921, après le congrès de Tours, il adhère au Parti communiste. Il fonde et dirige, pour le Parti communiste, le journal Le Travail.
Il meurt en 1927 d'un accident anesthésique lors d'une simple intervention de chirurgie dentaire. Il est inhumé à Montluçon, au cimetière de l'Est.

## Œuvres littéraires
Son œuvre littéraire comprend des textes à caractère politique, une biographie, deux romans et des recueils de poésie.
Dans son roman L'Âge de fer, il raconte une idylle dans le cadre très présent de sa ville, Montluçon, une ville industrielle et industrieuse. L'intrigue de l'autre roman, Les Cimes, met en scène sa conception de la femme.
- L'Âge de fer, roman, 1919 ; rééd., Nonette, Créer, 1993, avec une préface d'André Sérézat.
- Les Cimes, roman, 1924.
- Rimes roses et rimes rouges, poèmes, 1914.
- La Traîne de pourpre[4], poèmes.
- Les Jardins de la douleur, poèmes, 1918, illustré par Florane.
- Contre son roi, œuvre dramatique[5].
- Histoire de Montluçon, 1912 ; rééd., Roanne, Horvath, 1978, avec une préface de Jean-Charles Varennes.
- Le Député en blouse, préface de Jean Jaurès, Figuière, 1913, 80 p. (biographie de son beau-père Christophe Thivrier).
- La Fin des religions[6], Montluçon, 1905, 32 p.
- L'École laïque contre le socialisme.
- Les Ennemis du paysan[7], Imprimerie ouvrière du Centre, 1936, 36 p.

## Prix Ernest-Montusès
L'Association des amis d'Ernest Montusès, fondée en 1987 par André Sérézat, remet tous les deux ans depuis 2003 un prix littéraire destiné à récompenser une œuvre en rapport avec le Bourbonnais.

### Lauréats
- 2005 : Pierre Roy, Pierre Brizon pacifiste : député socialiste de l'Allier, pèlerin de Kienthal, Nonette, Créer, 2004, 320 p.  (ISBN 2-02-012986-8)
- 2007 : Suzanne Lavisse-Serre, Les enfants de la porcelaine[8], roman, Clermont-Ferrand, L'Écir, 2006.
- 2009 : Robert Fallut, Hoche, 1939-1945. La Résistance du tract à la lutte armée en Allier.
- 2011 : Antoine Decorps, Émile Guillaumin, écrivain et journaliste des campagnes.
- 2013 : Martine Reid, George Sand, Paris, Gallimard, coll. Folio.